# Гросс, Генрих Иванович
Генрих Иванович Гросс (известен также как Алексей Леонтьевич Гросс) (нем. Heinrich Gottfried Gross; 1714—1765) — российский дипломат, тайный советник.

## Биография
Родился в Штутгарте (Герцогство Вюртемберг) в недворянской семье. Окончил Тюбингенский университет в 1734 г. как магистр богословия. Его старший брат, Христиан Фридрих Гросс, профессор нравоучительной философии, переехал в Россию и там познакомился с русскими дипломатами. Благодаря связям брата, Генрих Гросс был взят на русскую службу в качестве личного секретаря русского дипломата А. Д. Кантемира, бывшего ученика его брата.
С 1736 по 1738 гг. Генрих Гросс был сотрудником посольства России в Великобритании, в котором работал под руководством российского посланника в Англии А. Д. Кантемира, который обучил его русскому языку.
В 1738 году Генрих Гросс вместе с А. Д. Кантемиром был переведён на дипломатическую службу в Париж. В 1741 г. — секретарь российской миссии во Франции. В 1744 году после смерти А. Д. Кантемира — временный поверенный в делах, а в 1745—1748 гг. — чрезвычайный посланник и полномочный министр России во Франции.
В 1748—1750 гг. — посланник в Пруссии.
В 1751—1758 гг. — посланник при дворе короля Речи Посполитой и в Саксонском курфюршестве.
В 1758—1761 гг. — член Коллегии иностранных дел.
В 1761—1764 гг. Генрих Гросс назначен посланником в Республику Соединённых провинций (Голландскую республику).
9 декабря 1763 г. Екатерина II подписала рескрипт о назначении Генриха Гросса полномочным министром при лондонском дворе (верительные грамоты были вручены в феврале 1764 г.). Генрих Гросс оставался на своём посту в Великобритании вплоть до своей кончины в 1765 году.
Генрих Гросс, по отзывам русских современников, выделялся на фоне русских сановников: князь М. С. Воронцов составил записки о деятелях XVIII века на французском языке со слов своего отца, С. Р. Воронцова, и так характеризует Г. Гросса: «Человек исключительно многих достоинств и ума. Кантемир в своих миссиях нуждался в личном секретаре, ему направили Гросса из немецкого университета. Кантемир, видя его положительные качества, неустанно занимался им и сам обучил его русскому языку. Он его принял на службу, и когда он умер в Париже, Гросс, будучи тогда единственным на службе, составил депешу на русском языке, как о смерти министра, так и о конференции, которая у него была в то же время с кардиналом Флери. Он поразил всех стилем и содержанием…».
Современный историк русской дипломатии времён Елизаветы Петровны М. Ю. Анисимов называет Генриха Гросса «образцом для дипломата».

## Сочинения
Перевел на немецкий язык опровержения Кантемира на «Московитские письма» Франческо Локателли и вышедшие в 1738 г. во Франкфурте с длинным названием «Так называемые Московитские письма, или Клевета и тысяча авантюрных наветов, возведенных на славную русскую нацию итальянцем, пришельцем из другого мира».